# Acalolepta magnetica
Acalolepta magnetica  (лат.) — вид жуков-усачей из подсемейства ламиин. Распространён в Индонезии, Микронезии и на Молуккских островах. Кормовым растением личинок является Artocarpus altilis.
Выделяют два подвида:
- Acalolepta magnetica auripilis — Индонезия, Микронезия. Длина имаго 11—17 мм.

- син. Acalolepta acanthocinoides auripilis (Matsushita, 1935)
- син. Dihammus magneticus auripilis (Matsushita) Gressitt, 1956
- син. Niphohammus auripilis Matsushita, 1935

- Acalolepta magnetica magnetica — Молуккские острова. Длина имаго 18—30 мм.